# Puerto de Arcángel
El Puerto de Arcángel (en ruso:Архангельский морской торговый порт) es un puerto marítimo importante en Arcángel (Arjánguelsk), situado en la desembocadura del río Dviná del Norte, a 50 km de la bahía Dviná del mar Blanco. Este punto importante vincula las áreas costeras del norte de Rusia. Durante gran parte de la historia de Rusia era el principal centro de ese país en el comercio marítimo internacional, llevado a cabo por los llamados Pomors ("colonos mar") de Jolmogori. Durante el período soviético fue una base naval y submarina principal de la marina de guerra soviética. Sigue siendo una importante base naval de la Flota del Norte de la Armada rusa.